# Bahnstrecke Guë–Menaucourt
| Savonnieres-en-Perthois |                      |                                    |                                    |
| |                      |                                    |                                    |
| Streckenlänge: | 45 km                |                                    |                                    |
| Spurweite: | 1435 mm (Normalspur) |                                    |                                    |
| |                      |                                    |                                    |
| \| \| \| Blesme-Haussignémont–Chaumont \| von Saint-Dizier \| \| \| 21 \| Ancerville-Guë (1882–1969) \| Ancerville-Guë (1882–1969) \| \| \| \| Blesme-Haussignémont–Chaumont \| nach Chaumont \| \| \| \| Guë Port \| \| \| \| \| Chamouilley \| \| \| \| \| Cousances \| \| \| \| \| Narcy \| \| \| \| \| Savonnières \| \| \| \| +3 \| Steinbruch von Aulnois (1882–1969) \| Steinbruch von Aulnois (1882–1969) \| \| \| +0,5 \| Carriere de la Belle Épine[1] \| Carriere de la Belle Épine[1] \| \| \| \| Jovilliers \| \| \| \| 0 \| Dammarie, Gare (1882–1969) \| Dammarie, Gare (1882–1969) \| \| \| \| \| \| \| \| \| Dammarie, Halte \| \| \| \| \| Morley \| \| \| \| \| Écurey \| \| \| \| 10 \| Montiers-sur-Saulx (1912–1937) \| Montiers-sur-Saulx (1912–1937) \| \| \| \| Villers-le-Sec \| \| \| \| \| Nançois-Tronville–Neufchâteau \| von Nançois-Tronville \| \| \| 11 \| Naix-Menaucourt (1885–1944) \| Naix-Menaucourt (1885–1944) \| \| \| \| Nançois-Tronville–Neufchâteau \| nach Neufchâteau \| |                      |                                    |                                    |
| Strecke |                      | Blesme-Haussignémont–Chaumont      | von Saint-Dizier                   |
| ehemaliger Bahnhof | 21                   | Ancerville-Guë (1882–1969)         | Ancerville-Guë (1882–1969)         |
| Abzweig ehemals geradeaus und nach rechts |                      | Blesme-Haussignémont–Chaumont      | nach Chaumont                      |
| Haltepunkt / Haltestelle (Strecke außer Betrieb) |                      | Guë Port                           | Guë Port                           |
| Bahnhof (Strecke außer Betrieb) |                      | Chamouilley                        | Chamouilley                        |
| Bahnhof (Strecke außer Betrieb) |                      | Cousances                          | Cousances                          |
| Haltepunkt / Haltestelle (Strecke außer Betrieb) |                      | Narcy                              | Narcy                              |
| Bahnhof (Strecke außer Betrieb) |                      | Savonnières                        | Savonnières                        |
| Abzweig geradeaus und nach links (Strecke außer Betrieb) | +3                   | Steinbruch von Aulnois (1882–1969) | Steinbruch von Aulnois (1882–1969) |
| Abzweig geradeaus und von rechts (Strecke außer Betrieb) | +0,5                 | Carriere de la Belle Épine         | Carriere de la Belle Épine         |
| Haltepunkt / Haltestelle (Strecke außer Betrieb) |                      | Jovilliers                         | Jovilliers                         |
| Bahnhof (Strecke außer Betrieb) | 0                    | Dammarie, Gare (1882–1969)         | Dammarie, Gare (1882–1969)         |
| |                      |                                    |                                    |
| Haltepunkt / Haltestelle (Strecke außer Betrieb) · Strecke (außer Betrieb) |                      | Dammarie, Halte                    | Dammarie, Halte                    |
| Bahnhof (Strecke außer Betrieb) · Strecke (außer Betrieb) |                      | Morley                             | Morley                             |
| Bahnhof (Strecke außer Betrieb) · Strecke (außer Betrieb) |                      | Écurey                             | Écurey                             |
| Kopfbahnhof Streckenende (Strecke außer Betrieb) · Strecke (außer Betrieb) | 10                   | Montiers-sur-Saulx (1912–1937)     | Montiers-sur-Saulx (1912–1937)     |
| Haltepunkt / Haltestelle (Strecke außer Betrieb) |                      | Villers-le-Sec                     | Villers-le-Sec                     |
| Abzweig ehemals geradeaus und von links |                      | Nançois-Tronville–Neufchâteau      | von Nançois-Tronville              |
| ehemaliger Bahnhof | 11                   | Naix-Menaucourt (1885–1944)        | Naix-Menaucourt (1885–1944)        |
| Strecke |                      | Nançois-Tronville–Neufchâteau      | nach Neufchâteau                   |

Die Bahnstrecke Guë–Menaucourt war eine normalspurige Nebenbahn im Département Meuse und im Département Haute-Marne, einer Region an der Maas, in der es viele Steinbrüche und Hüttenwerke gibt.

## Streckenverlauf
Die Hauptstrecke begann außerhalb des Gare de l’Est in Ancerville-Guë und endete in Menaucourt, wo die Fernbahngesellschaft auch einen eigenen Bahnhof hatte. Es gab zwei Gleisanschlüsse zum Steinbruch von Aulnois und zur Carriere de la Belle Epine und eine Zweigstrecke nach Montiers-sur-Saulx.

## Geschichte

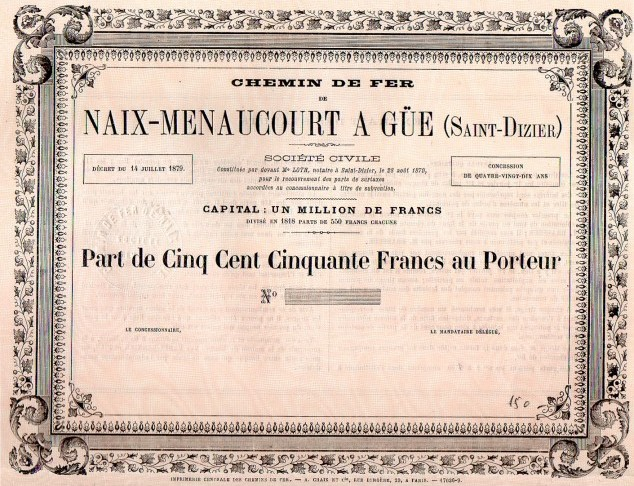
Aktie von 1879

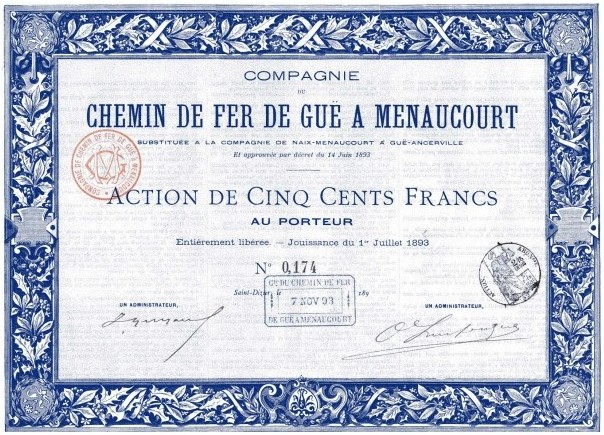
Aktie von 1893

Die Strecke wurde zwischen 1882 und 1912 schrittweise eröffnet. Der Personenverkehr wurde 1932 eingestellt und der letzte Güterverkehr wurde am 31. Dezember 1969 abgewickelt. 1970 wurde die Strecke komplett stillgelegt.

## Konzessionäre

### Compagnie du chemin de fer de Naix-Menaucourt à Güe-Ancerville
Die als Zivilgesellschaft organisierte Compagnie du chemin de fer de Naix-Menaucourt à Güe-Ancerville erhielt am 12. Juni 1878 eine Konzession zum Bau und Betrieb der Strecke. Obwohl sie schnell in finanzielle Schwierigkeiten geriet, konnte sie den Bau der Strecke abschließen, deren Konzessionär sie war, wurde jedoch direkt im Anschluss darauf am 9. Juli 1888 für bankrott erklärt.

### Compagnie du chemin de fer de Güe à Menaucourt
Die Compagnie du chemin de fer de Güe à Menaucourt übernahm am 14. Juni 1893 den Betrieb. Durch die Nachwirkungen des Ersten Weltkriegs und durch die in der Nachkriegszeit zunehmende Konkurrenz durch den Straßenverkehr geriet das Unternehmen jedoch in den 1930er Jahren unter die Aufsicht der Compagnie des chemins de fer secondaires du Nord-Est. Sie stellte 1970 den Bahnbetrieb vollständig ein.

## Bahnhöfe und Haltepunkte
| Bahnhöfe und Haltepunkte                      | Fotos          | Anmerkungen |
| --------------------------------------------- | -------------- | ----------- |
| Ancerville                                    |                |             |
| Guë Port                                      |                |             |
| Chamouilley                                   |                |             |
| Cousances-les-Forges                          | Weitere Bilder |             |
| Narcy                                         |                |             |
| Savonnières-en-Perthois                       | Weitere Bilder |             |
| Gleisanschluss zum Steinbruch von Aulnois     |                |             |
| Gleisanschluss zur Carriere de la Belle Épine |                |             |
| Jovilliers                                    |                |             |
| Dammarie-sur-Saulx, Gare                      |                |             |
| Dammarie, Halte                               |                |             |
| Morley                                        |                |             |
| Écurey-en-Barrois                             |                |             |
| Montiers-sur-Saulx                            |                |             |
| Villers-le-Sec                                |                |             |
| Naix-aux-Forges-Menaucourt                    |                |             |

## Lokomotiven
Zwei Lokomotiven reichten für den Betrieb dieser Nebenbahn. Während eine in Betrieb war, war die andere in Reserve.
| N°    | Name     | Bauart | Fotos | Anmerkungen |
| ----- | -------- | ------ | ----- | --- |
| N° 2  |          | C 2nt  |       | Die Lok wurde 1883 von der Elsässischen Maschinenbau-Gesellschaft Grafenstaden (Société Alsacienne de Constructions Mécaniques) gebaut. Sie wurde am 10. Oktober 1962 außer Betrieb genommen, vier Tage vor der Pensionierung ihres Mechanikers.                                                                                                   |
| 3.062 |          | C 2nt  |       | Die Lok wurde 1922 bei der Société du Hainaut gebaut. |
| N° 51 | La Meuse | C 2nt  |       | Die Lok arbeitete anfangs auf der Strecke Saint-Quentin–Guise und später als Ersatz für die außer Betrieb genommene N° 2 auf der Strecke Güe–Ménaucourt, bis diese am 31. Dezember 1969 stillgelegt wurde, und schließlich bis 31. Dezember 1971 auf der Strecke Robert-Espagne–Haironville. Sie ist heute beim Train Thur Doller Alsace erhalten. |

## Feldbahnen

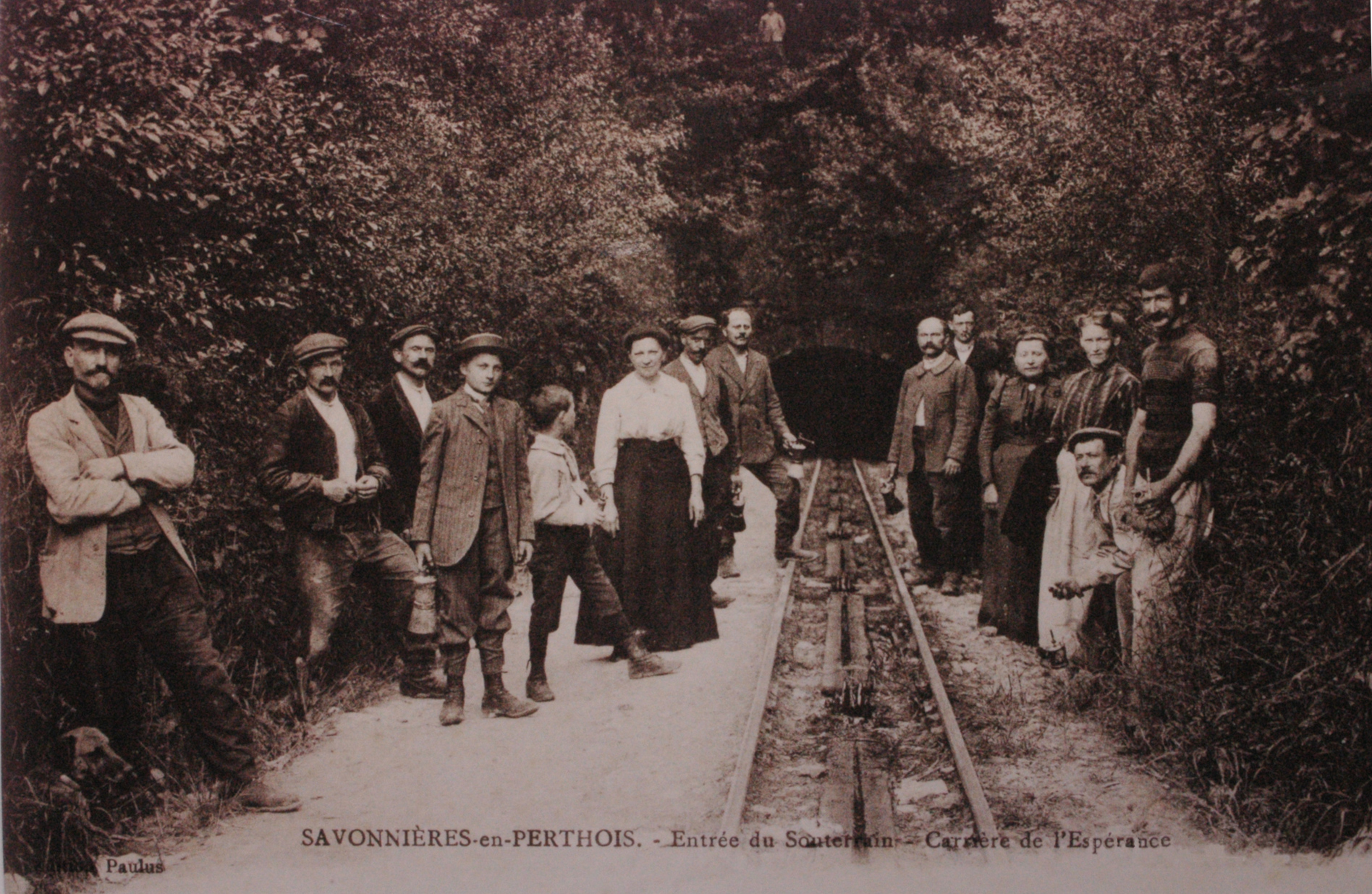
Einfahrt zum Untertage-Bergwerk Carriere de l’Esperance bei Savonnières

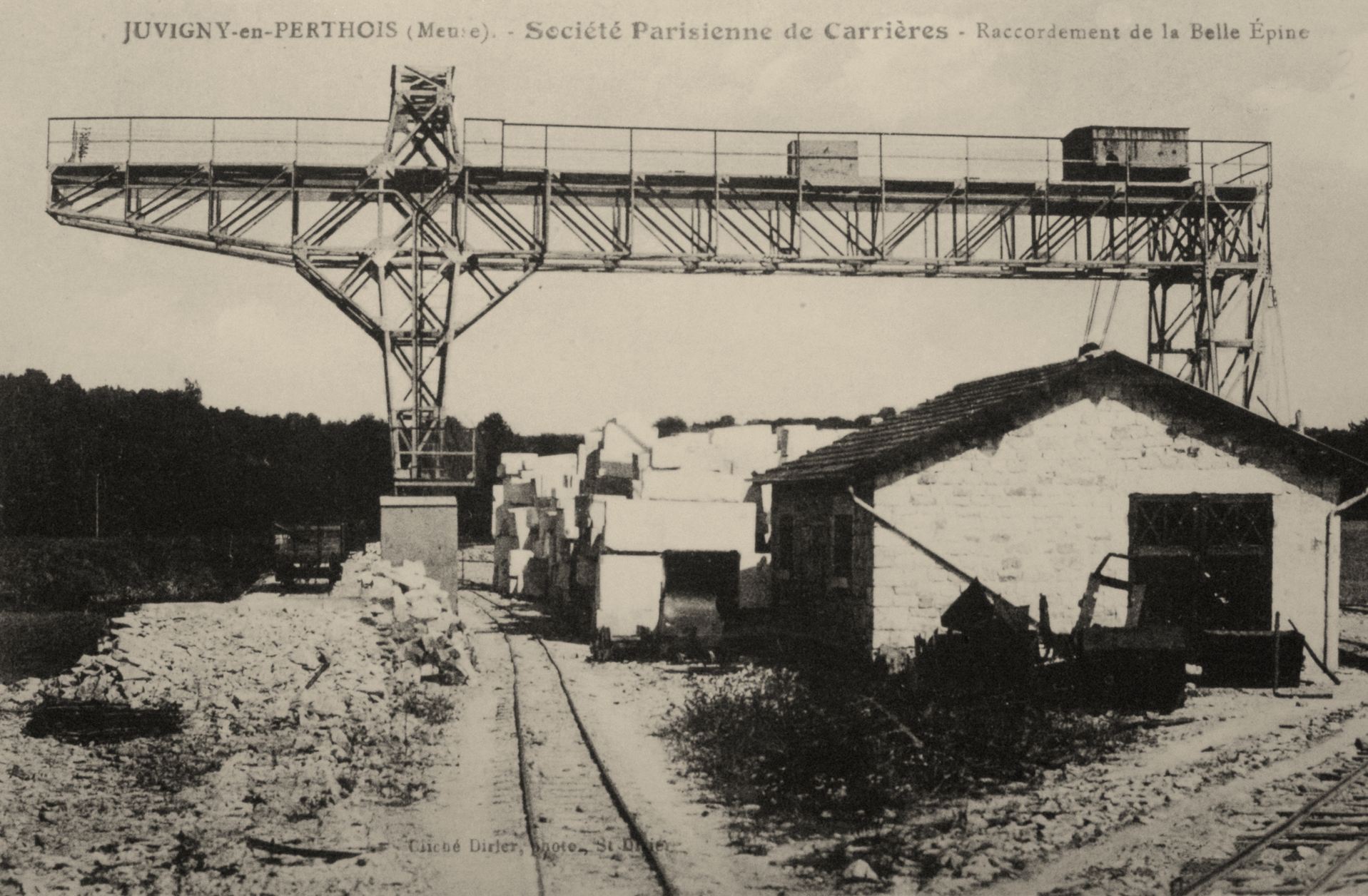
Normalspurwagen links des Krans der Carriere de la Belle Épine bei Juvigny

In den entlang der Strecke liegenden Steinbrüchen gab es mehrere Feldbahnen mit einer Spurweite von 600 mm, z. B. die Einfahrt zum Untertage-Bergwerk Carriere de l’Esperance bei Savonnières-en-Perthois und die fliegenden Gleise der Carriere de la Belle Épine bei Juvigny-en-Perthois.